# Желобок (Луганская область)
Желобок (укр. Жолобок) — село в Горской городской общине Северодонецкого района Луганской области Украины.

## Общие сведения
Население по переписи 2001 года составляло 153 человека. Почтовый индекс — 93292. Телефонный код — 6473.

## Географическое расположение
Расположено на автодороге Т-13-03. 

## История
Существует с 1867 года как хутор, в 1957 году преобразован в село.
Село разрушено в ходе Войны в Донбассе.
По состоянию на 2025 год село разбито и в нем нет жителей. 

## Адрес местного совета
93292, Луганская область, Северодонецкий район, г. Горское, ул. Центральная, 7.